# Слюсар Денис Валентинович
Денис Валентинович Слюсар (нар. 27 травня 2002, Ужгород, Україна) — український футболіст, захисник клубу «Рух» (Львів).

## Клубна кар'єра
Народився в Ужгороді, де на той час виступав його батько. Денис — вихованець ужгородської СДЮСШОР та «УФК-Карпат».
Виступав за юнацьку та молодіжну команд «Карпат». У футболці першої команди «Карпат» дебютував 27 червня 2020 року в нічийному (1:1) домашньому поєдинку 28-го туру групи 2 Прем'єр-ліги України проти «Львова». Денис вийшов на поле в стартовому складі та відіграв увесь матч, а на 58-ій хвилині отримав жовту картку. У команді відіграв два сезони, за цей час зіграв по 1-му матчі в Прем'єр-лізі та Другій лізі України.
У жовтні 2020 року підписав контракт з «Рухом». У футболці першої команди нового клубу дебютував 21 вересня 2021 року в переможному (3:0) виїзному поєдинку 1/16 фіналу кубку України проти МФК «Миколаїв». Слюсар вийшов на поле в стартовому складі та відіграв увесь матч, а на 67-ій хвилині отримав жовту картку. У сезоні 2022/23 став основним центральним захисником «Руху» та привернув увагу скаутів провідних клубів Прем'єр-ліги, втім, до конкретних пропозицій справа не дійшла. У першій половині сезону 2023/24 втратив місце в основному складі, зігравши лише чотири матчі за основну команду та один за «Рух-2», а в листопаді вибув на 5 місяців через операцію на привідному м'язі.

## Кар'єра в збірній
У 2017 дебютував у збірній Україні U-16. З 2019 по 2020 рік зіграв 5 матчів та відзначився 1 голом у футболці юнацької збірної України (U-18). 21 листопада 2022 провів єдину гру за молодіжну збірну України в товариській грі проти грузинських однолітків (1:1).

## Особисте життя
Денис — син колишнього гравця національної збірної України Валентина Слюсаря.